# Margarida Balseiro Lopes
Ana Margarida Balseiro de Sousa Lopes (Marinha Grande; 24 de septiembre de 1989) es una política portuguesa del Partido Social Demócrata. Es ministra del gobierno portugués desde 2024, cuando fue nombrada ministra de Juventud y Modernización en el gabinete Montenegro formalizado el 4 de abril. Con la repetición electoral de 2025 tras el caso Spinumviva y la formación del segundo gabinete de Montenegro en 2025, fue nombrada nuevamente ministra, en esta ocasión de Cultura, Juventud y Deporte, absorbiendo las carteras de Juventud y Modernización en el ministerio de Cultura, encabezado previamente por Dalila Rodrigues.

## Biografía
Margarida Balseiro Lopes nació el 24 de septiembre de 1989 en la ciudad de Marinha Grande, en el distrito de Leiría (Portugal). 
Estudió una licenciatura en Derecho por la Facultad de Derecho de la Universidad de Lisboa desde 2007, licenciándose en 2011. Tras licenciarse estudió de 2011 a 2014 una maestría en Derecho y Gestión por la Universidad Católica Portuguesa.
Durante su etapa universitaria, perteneció a la JSD (Juventud Social Demócrata, las juventudes del PSD), llegando a presidir la Comisión de su ciudad natal. También fue representante de los estudiantes de la Facultad de Derecho de la Universidad de Lisboa.
Como desempeño profesional, trabajó para la delegación en Portugal de Ernst & Young, una de las Big Four de asuntos de consultoría y auditoría, de 2012 a 2015 en el área de consultoría fiscal.
Más adelante presidiría las comisiones políticas distritales de Leiría y nacionales del PSD hasta ser candidata a la Asamblea de la República en las elecciones parlamentarias de 2015 por Portugal al Frente, una coalición electoral formada por el PSD y el CDS-Partido Popular, que obtuvo 6 de los 10 escaños del distrito de Leiría, ocupando Balseiro Lopes uno de ellos.
En 2018 fue nombrada presidenta de la JSD, cargo que ejercería hasta 2020.
Revalidaría el escaño en las elecciones parlamentarias de 2019, esta vez como candidata en Leiría del PSD, que no acudió coaligado a la elección.
En las elecciones parlamentarias anticipadas de 2022 no obtuvo escaño, quedándose fuera de la Asamblea de la República. En julio de 2022, fue nombrada vicepresidenta del PSD.
Tras las elecciones parlamentarias de 2024, ganadas por la Alianza Democrática, coalición liderada por el PSD de Luís Montenegro y que incluía también al Centro Democrático Social y al Partido Popular Monárquico, Montenegro propuso a Balseiro Lopes como ministra para la Juventud y la Modernización, una unión de las antiguas carteras del Ministerio da Juventud y Deporte («Juventud») y del Ministerio de Reforma Administrativa («Modernización»). Con 34 años, Balseiro Lopes se convirtió en la ministra más joven de la historia de Portugal.
A raíz del escándalo político del Caso Spinumviva que implicaba al propio primer ministro portugués, Luís Montenegro, se disolvió la Asamblea y se convocaron nuevas elecciones parlamentarias que la Alianza Democrática volvió a ganar, rehaciendo un nuevo gabinete (XXV gobierno constitucional) en el que fue nombrada como ministra de Cultura, Juventud y Deporte reemplazando a Dalila Rodrigues como ministra de Cultura y manteniendo la cartera de Juventud y Deporte. La cartera de Modernización pasaría grosso modo a Gonçalo Saraiva Matias, ministro sin cartera para la Reforma del Estado.